# Nusalala andina
Nusalala andina is een insect uit de familie van de bruine gaasvliegen (Hemerobiidae), die tot de orde netvleugeligen (Neuroptera) behoort. 
Nusalala andina is voor het eerst wetenschappelijk beschreven door Penny & Sturm in 1984.